# Candyce McGrone
Candyce McGrone (ur. 24 marca 1989) – amerykańska lekkoatletka specjalizująca się w biegach sprinterskich.
W 2010 zdobyła brązowy medal młodzieżowych mistrzostw strefy NACAC. Czwarta zawodniczka biegu na 200 metrów podczas mistrzostw świata w Pekinie (2015).
Medalistka mistrzostw USA. Stawała na najwyższym stopniu podium mistrzostw NCAA.

## Osiągnięcia
| Rok  | Impreza                       | Miejsce | Konkurencja        | Lokata     | Wynik  |
| ---- | ----------------------------- | ------- | ------------------ | ---------- | ------ |
| 2010 | Młodzieżowe mistrzostwa NACAC | Miramar | bieg na 200 metrów | 3. miejsce | 23,16w |
| 2015 | Mistrzostwa świata            | Pekin   | bieg na 200 metrów | 4. miejsce | 22,01  |

## Rekordy życiowe
- Bieg na 60 metrów (hala) – 7,21 (2012)
- Bieg na 100 metrów – 11,00 (2015)
- Bieg na 200 metrów – 22,01 (2015)